# Надпись Мьязеди

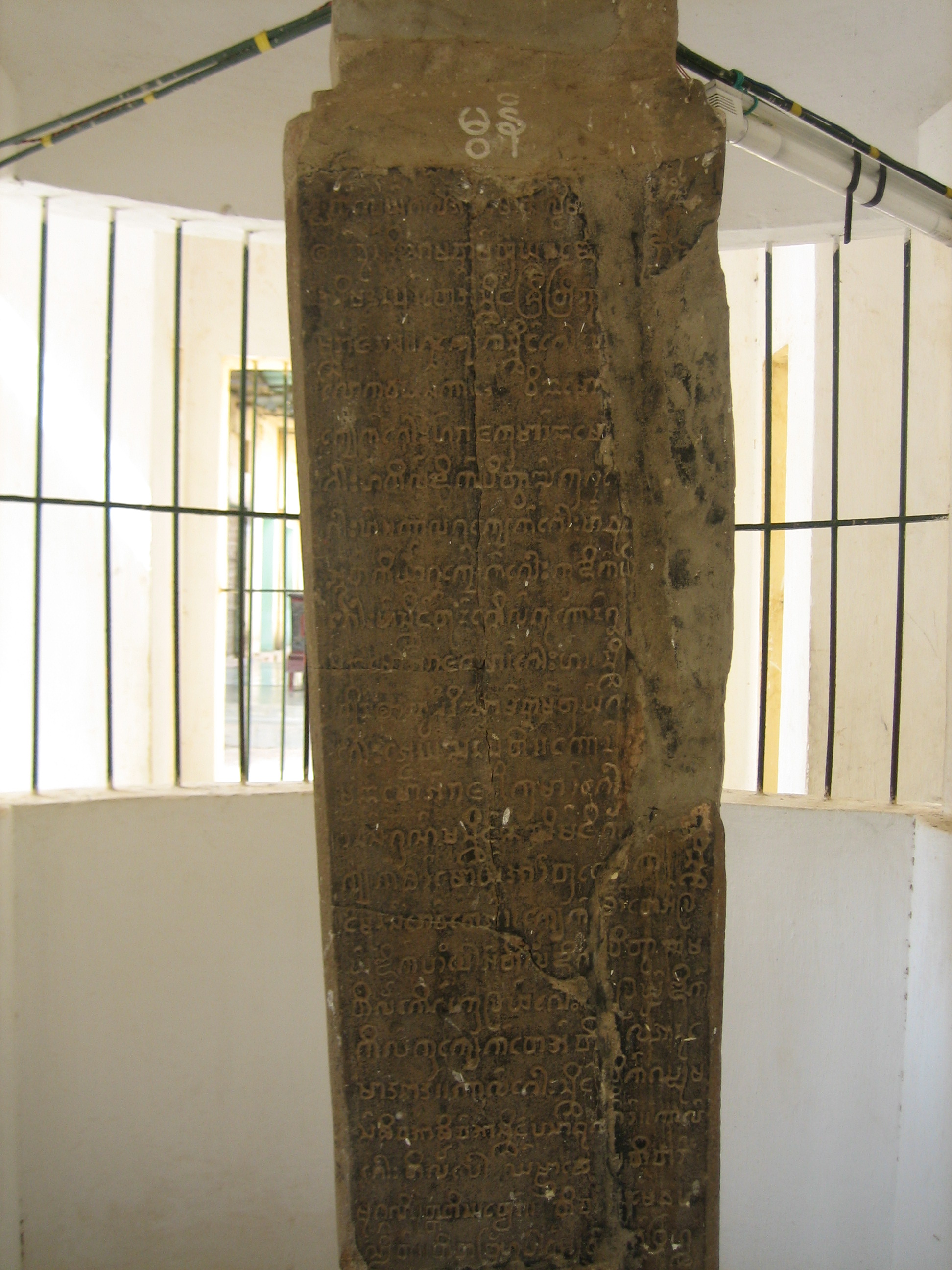

Надпись на каменной стеле пагоды Мьязеди — древнейший из обнаруженных литературных памятников на мьянманском языке, относящийся к 1113 году, располагается в Пагане к югу от Пегу. Надпись начертана на четырех языках: пали, пью, монском и старобирманском.
Существует две стелы с надписью: одна находится у пагоды Мьязеди, другая перенесена в Паганский археологический музей. В 2015 году памятник рекомендован ЮНЕСКО к включению в список объектов проекта «Память мира».